# Giuseppe Torres

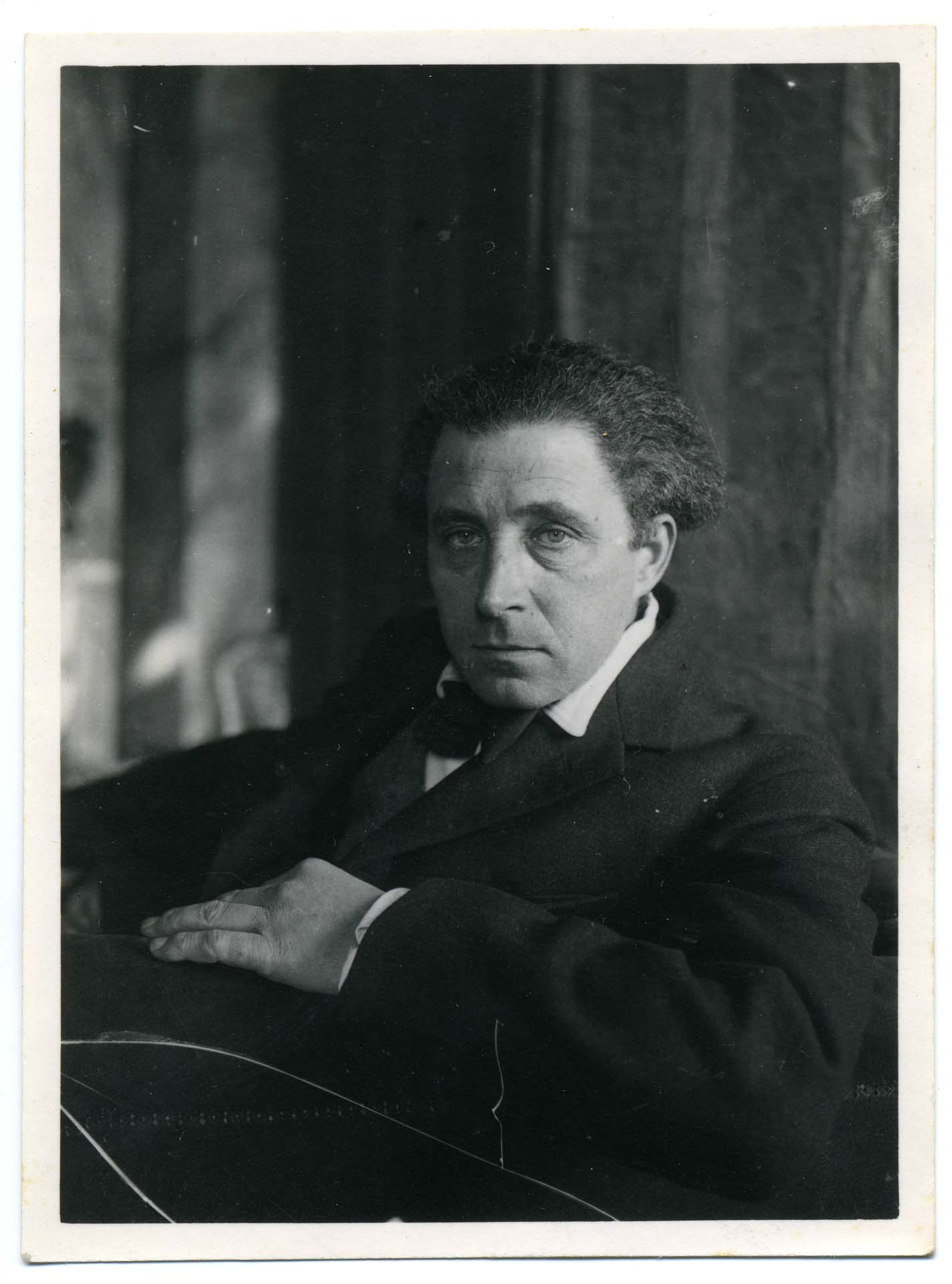
Ritratto di Giuseppe Torres, prima del 1935

Giuseppe Torres (Venezia, 4 novembre 1872 – Padova, 20 dicembre 1935) è stato un architetto italiano.

## Biografia
Nacque da Marco, capomastro titolare di un’impresa di costruzioni a Venezia e di uno stabilimento per la fabbricazione di calce e cementi a Vittorio Veneto, e da Rosa Folin; il fratello Duilio nacque nel 1882.
Dopo gli studi con Giacomo Franco e Augusto Sezanne e numerose partecipazioni a concorsi, si dedica soprattutto all'architettura sacra, con progetti di restauro per l'abbazia di Follina e la chiesa dell'abbazia di Sesto al Reghena e altri lavori per una committenza qualificata (Stefano Breda, Gerolamo Dalle Ore, Gaetano Marzotto). 
Affiancato dal fratello Duilio, che dal 1904 al 1918 collabora allo studio, Torres persegue una ricerca nell'ambito dello storicismo medievalista (Casa sul rio del Gaffaro a Venezia, 1905) ma è anche profondamente attratto dal liberty (Garage Marcon a Mestre, 1908; Villa Tretti a Bevadoro, 1907-12). Dopo il terremoto di Messina (1908) elabora progetti per edifici antisismici rotondi, che riproporrà ad Avezzano (AQ) nel 1915, cercando, in entrambi i casi senza successo, di essere coinvolto nella ricostruzione. 
Si avvicina alla teosofia, cui dedica numerose pubblicazioni. 
Nel primo dopoguerra torna all'architettura religiosa impegnandosi, fra l'altro, nella ricostruzione del duomo di San Donà di Piave (VE).
Mentre la sua posizione nel panorama architettonico nazionale si consolida, si dedica come Ispettore regionale della Federazione degli artigiani d'Italia alle questioni dell'insegnamento artistico. 
L'amicizia con Paolo Drigo e Giuseppe Brunati lo porta rispettivamente al coinvolgimento nella Lega d'Azione per il Confine e alla collaborazione con Il Sabaudo, organo dell'associazione cattolico-massonica Comunità Monarchica. Coinvolto probabilmente nelle epurazioni che fanno seguito alla soppressione della Comunità monarchica e del Sabaudo, dalla fine degli anni Venti subisce una drammatica revoca degli incarichi professionali, sia pubblici sia privati. 
Tranne poche eccezioni, la sua attività si limita quindi all'insegnamento e alla progettazione del Tempio votivo al Lido di Venezia, dalla cui realizzazione sarà però gradualmente estromesso. 
Senza conseguenze sono le partecipazioni ai concorsi per il Palazzo Postale di Roma Prati (1932), la stazione di Firenze (1933) e il Palazzo del Littorio a Roma (1934), effettuate mentre si manifestano i primi sintomi del male che lo porta alla morte nel 1935.

## Regesto dei progetti e delle opere principali
- 1897 - Gruppo del Doge Gritti col leone di San Marco sulla facciata verso la Piazzetta di Palazzo Ducale, Venezia
- 1897 - Progetto di restauro del chiostro dell'abbazia di Santa Maria di Follina (TV)
- 1899 - Restauro della chiesa dell'abbazia di Santa Maria in silvis a Sesto al Reghena (PN)
- 1905 - Casa bizantina in rio del Gaffaro, Venezia
- 1905 ca. - Garage Marcon, Mestre (demolito)
- 1906 - Cappella Bettiolo nel cimitero di Venezia
- 1907-1912 - Villa Tretti a Bevadoro (Padova)
- 1910 - Concorso per il municipio di Messina
- 1911 - Concorso per la Camera di commercio di Messina
- 1911-1915 - Città giardino al Lido (Venezia), con Fausto Finzi e Giulio Alessandri
- 1913-1915 - Villa Predelli al Lido (Venezia)
- 1914 - Concorso della Compagnia Italiana Grandi Alberghi per cento ville al Lido (Venezia), collaboratore Brenno Del Giudice, premiato
- 1918 - Decorazione della chiesa del Rosario a Bagnara Calabra (RC)
- 1918-1937 - Tempio Votivo al Lido (Venezia)
- 1919-1921 - Chiesa di S. Maria Regina Pacis a Sigliano in Pieve Santo Stefano (AR)
- 1920 - Ricostruzione della chiesa di Chiesanuova a San Donà di Piave (VE)
- 1920-1925 - Ricostruzione del duomo di San Donà di Piave (VE)
- 1921-1924 - Cappella votiva a Bressa (UD)
- 1930 - Progetto per un faro a San Giorgio Maggiore, Venezia
- 1932 - Concorso nazionale per i palazzi postali di Roma (edificio C, Milvio) - menzione onorevole
- 1933 - Concorso per il fabbricato viaggiatori della stazione di Santa Maria Novella a Firenze (con Carlo Keller)
- 1934 - Concorso per il Palazzo del Littorio a Roma

## Archivio
Il fondo Giuseppe Torres si trova presso l'Università IUAV Istituto Universitario di Architettura di Venezia, Archivio Progetti.